# Seznam članov Nemške akademije znanosti Leopoldina
Seznam članov Nemške akademije znanosti Leopoldina.

## A
Emil Abderhalden - Karel Slavoj Amerling - Nikolaj Nikolajevič Aničkov - Eduard Arzt - Aleida Assmann - Amedeo Avogadro

## B
Ferdinand Jakob Baier - Johann Jakob Baier - Paul B. Baltes - Wilhelm Barthlott - Friedrich Ludwig Bauer - Wolfgang Baumeister - Johann Lorenz Bausch - Thomas Bell - Alfred Benninghoff - Hans Berckhemer - Ludwig Bergmann - Ludwig von Bertalanffy - Jöns Jacob Berzelius - Heinz Bethge - Konrad Beyreuther - Ludwig Bieberbach - Wilhelm Biltz - Jean-Michel Bismut - Paolo Boccone - Hans Erhard Bock - Heinrich Borriss - Alexander M. Bradshaw - Horst Bredekamp - Alfred Brehm - Christian Ludwig Brehm - Bertram Brenig - Johann Philipp Breyne - Eva-Bettina Bröcker - Manfred Broy - Andreas Elias Büchner - Kurd von Bülow - Hermann Burmeister - Rudi Busse

## C
Anton Joseph Carl - Martin Carrier - Carl Gustav Carus - Lothar Collatz - Caspar Commelin - Pascale Cossart - Friedrich Heinrich Creplin - Rudolf Criegee - Maximilian Curtze

## D
Charles Darwin - Hermann Decker - Heinrich Friedrich Delius - Max Deuring - Friedrich Jakob Dochnahl - Friedrich Hartmut Dost - Horst Dreier - Christian de Duve - Johann Dzierzon

## E
John Carew Eccles - Jürgen Ehlers - Christian Gottfried Ehrenberg - Friedrich Ehrendorfer - Karl Max Einhäupl - Johann Sigismund Elsholtz - Norbert Elsner - Eve-Marie Engels - Adolf Engler - Richard R. Ernst - Gerhard Ertl - Hans Karl August Simon von Euler-Chelpin

## F
Johann Christian Fabricius - Michael Famulok - Heinrich David August Ficinus - Ernst Otto Fischer - Julia Fischer - Bernhard Fleckenstein - Franz Fliri - Wolfgang Franz - Hans-Joachim Freund - Ute Frevert - Karl von Fritsch - Harald Fuchs - Walter Heinrich Fuchs - Peter Fulde

## G
Detlev Ganten - Karl Friedrich von Gärtner - Gustav Gassner - Hermann Gaub - Ernst Friedrich Germar - Bernd Giese - Lorenz Gieseler - Paul Dietrich Giseke - Oskar Glemser - Constantin Wilhelm Lambert Gloger - Werner Goebel - August Goldfuß - Gerhard Gottschalk - Carl Graebe - Arnold Graffi - Siegfried Großmann - Peter Gruss - Onur Güntürkün - August Gutzmer

## H
Wilhelm Haberling - Jörg Hacker - Heinz Häfner - Klaus Hafner - Theodor Wolfgang Hänsch - Franz-Ulrich Hartl - Fritz Hartmann - Max Hartmann - Bernhard Hassenstein - Wolfgang Haupt - Harald zur Hausen - Otto Haxel - Johann Ernst Hebenstreit - Walter Heiligenberg - Ari Helenius - Winfried Henke - Johann Friedrich Henckel - Wolfgang A. Herrmann - Klaus Hierholzer - Friedrich Hirzebruch - Ferdinand Hochstetter - Cuno Hoffmeister - Gerhard Huisken - Alexander von Humboldt

## J
Josef Jadassohn - Fedor Jagor - Johann Michael Fehr - Jürgen Jost - Karl Wilhelm Jötten - Franz Wilhelm Junghuhn

## K
Wilhelm Kämmerer - Karl Wilhelm Gottlob Kastner - Gerhardt Katsch - Stefan H. E. Kaufmann - Gustav Adolf Kenngott - Dietrich Georg von Kieser - Alfred Kirchhoff - Ernst Klapp - Julian Klein - Otto Kleinschmidt - Wilhelm Klemm - Hans-Dieter Klenk - Hugo Wilhelm Knipping - Hermann Knoblauch - Helmut Koch - Bernhard Korte - Gottfried Köthe - Fritz Adolf Krafft - Ludolf von Krehl - Gerhard Krüger - Julius Kühn - Otto Küstner

## L
Willi Laatsch - Leonard Landois - Paul Christian Lauterbur - Paul Leiderer - Thomas Lengauer - Friedrich Christian Lesser - Johann Georg Liebknecht - Oskar Liebreich - Martin Lindauer - Carl von Linné - Otto Loewi - Martin Lohse

## M
Egon Macher - Werner Martienssen - Heinrich Marzell - Friedemann Mattern - Peter Mauersberger - Kurt Mehlhorn - Fritz Meißner - Thomas C. Mettenleiter - Volker ter Meulen - August Michaelis - Janez Milčinski - Eilhard Alfred Mitscherlich - Jürgen Mittelstraß - Hans Mohr - Paul Heinrich Gerhard Möhring - Jacques Lucien Monod - Giovanni Battista Morgagni - Volker Mosbrugger - Kurt Mothes - Otto Friedrich Müller - Stefan Müller - Thomas Mussweiler

## N
Christian Gottfried Daniel Nees von Esenbeck - Gernot Neugebauer - Heinrich Nöth - Christiane Nüsslein-Volhard

## O
Theodor Oppolzer - Emil Osann

## P
Georg Wolfgang Franz Panzer - Christian Franz Paullini - Heinz Penzlin - Oskar Perron - Detlev Ploog - George Porter - Vladimir Prelog - Alfred Pringsheim - Dimitrij Nikolajevič Prjanišnikov - Otto Gerhard Prokop

## Q
Gerhard Quinkert

## R
Justus Radius - Johannes Ranke - Tom Rapoport - Fritz Rehbein - Werner Reichardt - Reimar Lüst - Theodor Remy - Hans-Jörg Rheinberger - Theodor Roemer - Herbert W. Roesky - Moritz von Rohr - Edmund Rose - Wilhelm Ruhland - Moritz Rühlmann

## S
Rudolf Sachsenweger - Maks Samec - Klaus Peter Sauer - Fritz Scheffer - Arnold Scheibe - Werner Scheid - Johannes Scheuchzer - Elisabeth Schiemann - Ernst Schlichting - Ilme Schlichting - Otto Schlüter - Karl Schmalfuß - Johann Leberecht Schmucker - Eberhard Schnepf - Arthur Moritz Schönflies - Heinz Schott - Johann Christian von Schreber - Werner Schreyer - Lukas Schröck - Diedrich Schroeder - Anton Schrötter von Kristelli - Helmut Schwarz - Dieter Seebach - Friedrich Seifert - Franz Seitelberger - Andreas Sievers - Jörg Rüdiger Siewert - Kai Simons - Peter Sitte - Heinz Staab - Dietrich Starck - Eberhard Stechow - Karl Steinbuch - Curt Stern - Lina Stern - Karl Stetter - Günter Stock - Ernst Theodor Stöckhardt - Fraser Stoddart - Erwin Stresemann - Rudolf Stummer von Traunfels

## T
Johann Christian Anton Theden - Christian Thiel - Walter Thirring - Sebastian Thrun - Ferdinand Tiemann - Nikolaas Tinbergen - Alexander Robert Todd - Klaus Toyka - Wilhelm Traube - Joachim Trümper

## U
Axel Ullrich

## V
Martin Vingron - Johann Volkamer - Johann Georg Volkamer - Gerhard Vollmer

## W
Johannes Walther - Albert Wangerin - Ulrich Wannagat - Nikolaj Ivanovič Vavilov - Ingo Wegener - Rüdiger Wehner - Hans-Arwed Weidenmüller - Elmar Weiler - Hans Weinert - Charles Weissmann - Friedrich von Wendt - Julius Wess - Simon White - Johann Christian Wiegleb - Günther Wilke - Wolfgang Wilmanns - Aleksander Pavlovič Vinogradov - Philipp Wirtgen - Horst Tobias Witt - Georg Wittig - Sigmar Wittig - Alfred Wohl - Caspar Friedrich Wolff

## Z
Anton Zeilinger - Hans-Peter Zenner - Julius Leopold Theodor Friedrich Zincken - Thomas Zink - Eberhart Zrenner - Karl-Wolfgang Zschiesche